# Wallefelder Höhle
Wallefelder Höhle este o arie protejată (arie specială de conservare — SAC, sit de importanță comunitară — SCI) din Germania întinsă pe o suprafață de 0,21 ha, integral pe uscat.

## Localizare
Centrul sitului Wallefelder Höhle este situat la coordonatele 51°00′32″N 7°28′04″E / 51.0089°N 7.4678°E.

## Înființare
Situl Wallefelder Höhle a fost declarat sit de importanță comunitară în martie 2001 pentru a proteja 2 specii de animale. Situl a fost protejat și ca arie specială de conservare în decembrie 2005.

## Biodiversitate
Situată în ecoregiunea continentală, aria protejată conține 2 habitate naturale: Peșteri inaccesibile publicului, Păduri de fag Luzulo-Fagetum.
La baza desemnării sitului se află mai multe specii protejate de  mamifere (2): liliac de iaz (Myotis dasycneme), liliac comun (Myotis myotis).
Pe lângă speciile protejate, pe teritoriul sitului au mai fost identificate 5 specii de mamifere.